# Alessandro Sanminiatelli Zabarella
Alessandro Sanminiatelli Zabarella, italijanski rimskokatoliški duhovnik, nadškof in kardinal, * 4. avgust 1840, Radicondoli, † 24. november 1910.

## Življenjepis
6. septembra 1863 je prejel duhovniško posvečenje.
31. julija 1874 je bil imenovan za naslovnega nadškofa Tjane; 14. avgusta istega leta je prejel škofovsko posvečenje.
18. junija 1899 je bil imenovan za kardinala in pectore. 22. junija istega leta je bil povzdignjen v patriarha Tjane.
15. aprila 1901 je bil povzdignjen v kardinala in imenovan za kardinal-diakona Ss. Marcellino e Pietro.